# Nemanja Supić
Nemanja Supić (Gacko, 12 gennaio 1982) è un ex calciatore bosniaco, di ruolo portiere, preparatore dei portieri della Stella Rossa.

## Palmarès

### Club

#### Competizioni nazionali
- Campionato serbo: 2

Stella Rossa: 2015-2016, 2017-2018, 2018-2019